# 터치 뮤직
터치(Touch) 혹은 터치 뮤직(Touch Music)은 레이블을 운영하는 영국의 시청각 조직으로, 1982년 존 워젠크로프트와 마이크 하딩이 설립했다.

## 활동
터치 뮤직은 1982년 오렌 암바치, 자스민 블라스코, 크리스티안 페네스, 솔리먼 가밀, 힐뒤르 그뷔드나도티르, 필립 젝, 필 니블록, BJ닐슨, 얀 노박, 로지 팔레인, 재커리 폴, 피터 레버그, 사이먼 스콧, 클레어 M 싱어, 칼 마이크 폰 하우스울프, 크리스 왓슨 등이 소속되어 있다. 2005년 1월부터 터치의 프로젝트인 터치 라디오는 니블록, 왓슨, 젝 등 다양한 음악가의 프로그램을 매달 방송하고 있으며, 2011년 터치 라디오의 아카이브가 대영 도서관 사운드 아카이브에 추가되었다.

## 레이블
소유 레이블:
- 터치
- 애시 인터내셔널
- 스파이어